# フーヴィアン
フーヴィアン（Whovian）は、イギリスのSFドラマ『ドクター・フー』の愛好家を指す名称。イギリスに限らず世界中に存在する。

## 団体
代表的なフーヴィアンの団体であるイギリスの Doctor Who Appreciation Society (en) は1976年に発足して以来、年12回のファン雑誌の刊行やそのアーカイブの作成、イベントの開催などを行っている。同様の団体はカナダにも存在し、5代目ドクター役のピーター・ディヴィソンやジャック・ハークネス役のジョン・バロウマンを招待したイベントの開催に成功している。ニュージーランドのファンクラブは『ドクター・フー』のクラシックシリーズが終了して新シリーズが始まるまでの期間に最盛期を迎え、現在では活動は行われていないが、オンライン上のフォーラムは開かれている。
日本では2016年7月9日にブリスター・コミックスにて公式ファンイベント「ドクター・フー・コミックス・デイ」が初開催され、イラストレーターによるトーク・セッションやサイン会が開かれた。参加者は50人を超えた。2017年8月20日には「あつまれ!フーヴィアン」というイベント名で『ドクター・フー』のトークライブが開催された。

## 著名なフーヴィアン
- ウィル・ウィトン（俳優）[7]
- ウーピー・ゴールドバーグ（女優）[8]
- エドガー・ライト（監督）[9]
- エリック・マコーマック（俳優）[10]
- エリザベス2世（女王）[11]
- クリス・チブナル（脚本家）[12]
- グレアム・フライ（英語版）（元駐日英国大使）[13]
- ゲイブ・ニューウェル（ビジネスマン）[14]
- コリィ・テイラー（歌手）[15]
- ジョアンナ・ラムレイ（英語版）（女優）[16]
- ジム・ブロードベント（俳優）[16]
- ジョージ・ルーカス（監督）[11]
- スティーヴン・フライ（俳優） [17]
- スティーヴン・ホーキング（宇宙物理学者）[18]
- ダグラス・アダムズ（作家）[19]
- ダレン・ナイシュ（古生物学者）[20]
- チャールズ3世（国王）[21]
- デイヴィッド・テナント（俳優）[22]
- デイヴィッド・ドゥカヴニー（俳優）[23]
- ティム・ウェラード（ミュージシャン）[24]
- デヴィッド・ウォリアムス（コメディアン）[25]
- デヴィッド・ヒューレット（俳優）[26]
- デビッド・ベッカム（元サッカー選手）[11]
- トム・ハンクス（俳優）[27]
- ノア・ワイリー（俳優）[28]
- パトリック・スチュワート（俳優）[11]
- ピーター・カパルディ（俳優）[29]
- ピーター・ジャクソン（監督）[30]
- ヒュー・グラント（俳優）[16]
- ベネディクト・カンバーバッチ（俳優）[31]
- ポール・ドレイパー（ミュージシャン）[32]
- マーク・ゲイティス（脚本家）[33]
- マイケル・シェイボン（作家）[34]
- マイケル・マーシャル（サイエンスライター）[35]
- マット・グレイニング（漫画家）[11]
- ミートローフ（歌手）[36]
- ラッセル・T・デイヴィス（脚本家）[37]
- リチャード・E・グラント（俳優）[16]
- リック・ライアダン（作家）[38]
- ローワン・アトキンソン（俳優）[16]
- ロバート・ダウニー・Jr（俳優）[11]
- QUESTION No.6（イラストレーター）[6]
- 市川紗椰（モデル）[39]
- 大迫純一（脚本家）[40][41]
- 北村紗衣（イギリス文学者）[42]
- ハリー杉山（タレント）[43]

フーヴィアンのうち、デイヴィッド・テナントとピーター・カパルディはそれぞれ10代目ドクター役と12代目ドクター役を演じた。デヴィッド・ウォリアムスは第6シリーズ「閉ざされたホテル」、コリィ・テイラーは第9シリーズ「洪水の前」、スティーヴン・フライは第12シリーズ「スパイフォール」に出演した。ローワン・アトキンソン、ヒュー・グラント、ジム・ブロードベント、リチャード・E・グラント、ジョアンナ・ラムレイはBBCが製作した1999年のパロディ番組でドクター役を演じた。
また、マーク・ゲイティスとラッセル・T・デイヴィスおよびクリス・チブナルは『ドクター・フー』新シリーズの脚本を多く手掛けている。デイヴィスは2005年から2010年まで番組製作総責任者を務め、チブナルは2017年からスティーヴン・モファットの後を継いで総責任者となった。